# 栃木県道56号塩原矢板線
栃木県道56号塩原矢板線（とちぎけんどう56ごう しおばらやいたせん）は、栃木県那須塩原市と矢板市を結ぶ県道（主要地方道）である。

## 概要
栃木県矢板市泉地区と那須塩原市の塩原温泉街を結ぶ道路。起終点付近を除きほぼ全線が峠道であり、冬季は通行規制がかかる。

### 路線データ
- 総延長：28.758 km
- 実延長：28.758 km
- 起点：栃木県那須塩原市塩原（国道400号交点）
- 終点：栃木県矢板市泉（泉交差点＝栃木県道30号矢板那須線交点）
- 認定：1974年（昭和49年）3月29日

## 歴史
- 1961年（昭和36年）4月1日 - 塩原赤滝矢板線として認定。
- 1974年（昭和49年）3月29日 - 下塩原矢板線として再認定。
- 1993年（平成5年）5月11日 - 建設省から、県道下塩原矢板線が下塩原矢板線として主要地方道に指定される[2]。
- 2008年（平成20年）4月1日 - 現在の路線名に改称。[要出典]

## 地理

### 通過する自治体
- 那須塩原市
- 矢板市

### 交差する道路

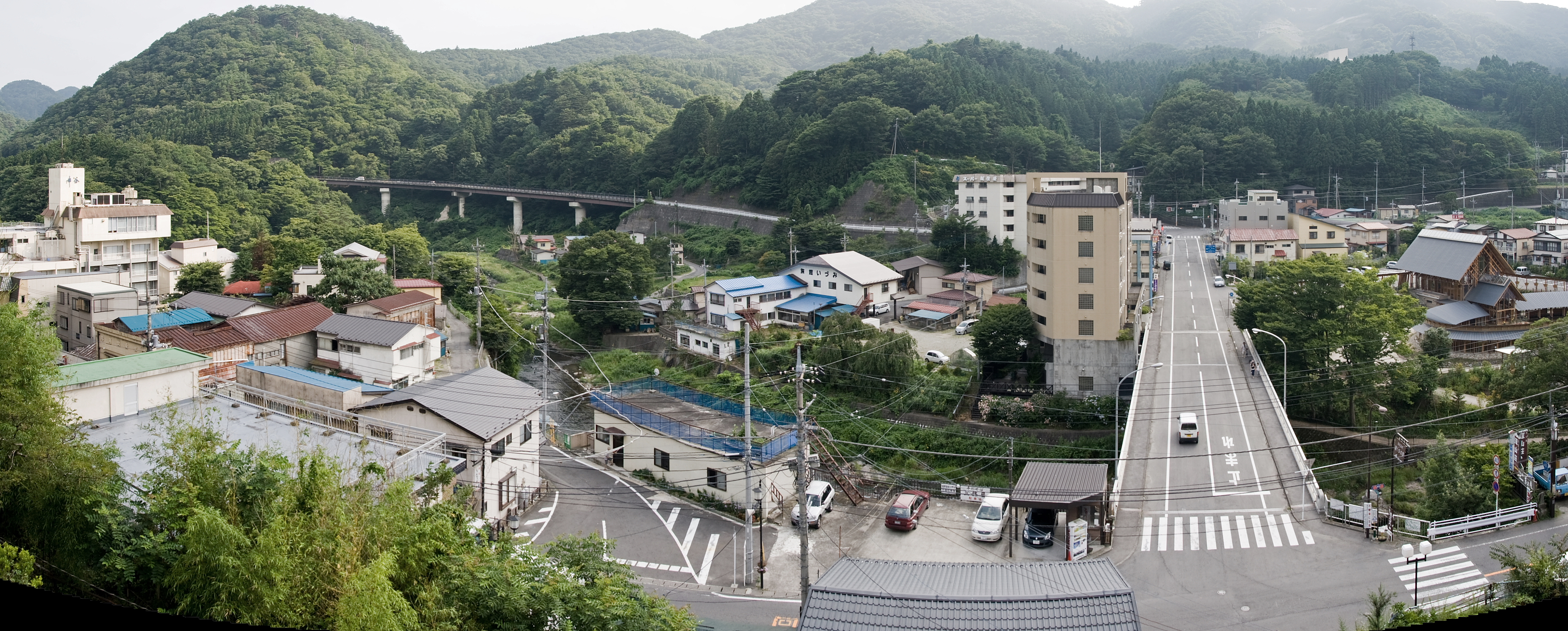
国道400号（手前）と栃木県道56号（右手前から左奥）。右手前の交点が県道56号の起点

- 国道400号（起点）
- 栃木県道30号矢板那須線（終点）

### 沿線にある施設など
- 栃木県医師会塩原温泉病院
- スッカン沢
- 矢板平野パーキング